# Ото VI (Бранденбург)
Вижте пояснителната страница за други личности с името Ото VI.
Ото VI „Малкия“ (на немски: Otto VI., „der Kleine“, * ок. 1255, † 1303 в Лехнин) от род Аскани е маркграф на Бранденбург като сърегент от 1267 г. до 1286 г. Той принадлежи към асканската линия Бранденбург-Залцведел, която съществува от 1266 до 1317 г.
Ото VI е син на маркграф Ото III Благочестиви от Бранденбург († 9 октомври 1267) и на Беатриса (Божена Пршемисловна, † 25 май 1286), дъщеря на крал Венцеслав I от Бохемия и Кунигунда фон Хоенщауфен.
След смъртта на баща му през 1267 г. Ото VI управлява Маркграфство Бранденбург като сърегент, заедно с братята му Йохан III „Пражки“, Ото V „Дългия“ и Албрехт III и братовчедите му Йохан II, Ото IV „със стрелата“, Конрад I и Хайнрих I.
Политиката на Марк Бранденбург определя по неговото време братовчед му Ото IV „със стрелата“.
През 1286 г. той абдикира и става тамплиерски рицар. Накрая той става цистерциански монах.
През 1279 г. Ото се жени за Хедвиг фан Хабсбург (1259 – 1285/86), дъщеря на крал Рудолф I от Германия и Гертруд Анна фон Хоенберг (1225 – 1281). Бракът е бездетен.
Ото VI умира в манастир Лехнин и е погребан там.